# Ria Burkei
Ria Burkei (* 28. Januar 1935 in München; † 11. August 2010 ebenda) war eine deutsche Politikerin (SPD).

## Leben
Burkei besuchte die Volksschule und die Riemerschmied-Handelsschule, sie schloss 1952 mit der mittleren Reife ab. Danach begann ihre berufliche Laufbahn bei der Stadtverwaltung München im Angestelltenverhältnis, gefolgt vom Abschluss der 
Bayerischen Verwaltungsschule. Sie war Leiterin der Abteilung Organisation und Personal im Gemeinnützigen Wohnungswesen.
1960 wurde Burkei Mitglied der SPD. Sie war Mitglied des Bezirksausschusses 30 in München, von 1966 bis 1978 Stadträtin in München, als solche seilte sie sich 1975 bei einer Aktion des DRK von der Frauenkirche ab und war von 1978 bis 1990 Mitglied des Bayerischen Landtags.
Das zeitweilige Vorstandsmitglied von 1860 München und des CSU-Bezirksverbands München, Ralph Burkei (1956–2008) war ihr Stiefsohn aus der Ehe mit dem Bauunternehmer August Burkei. Binnen 2 Jahren starb sowohl Sohn als auch Burkei und ihr Ehemann. In Neuaubing ist eine Straße nach Ria Burkei benannt.

## Auszeichnungen
Burkei erhielt mehrere Auszeichnungen, darunter die Goldene Ehrennadel des VdK Bayern, des BRK und des Deutschen Tierschutzbunds, die Medaille „München leuchtet, den Freunden Münchens“ in Gold und das Bundesverdienstkreuz am Bande des Bundesverdienstkreuzes.
2013 wurde im Münchner Stadtteil Aubing eine Straße nach ihr benannt.